# Tidiane Sané
Tidiane Sané (* 10. Juli 1985 in Thiès) ist ein senegalesischer ehemaliger Fußballspieler.

## Karriere

### Verein
Sané kam in der senegalesischen Stadt Thiès auf die Welt und erlernte das Fußballspielen in den Jugendmannschaften diverser Mannschaften seiner Heimat. Anschließend wechselte er 2006 zur dänischen Mannschaft Randers FC und spielte die nächsten sechseinhalb Spielzeiten für diesen Klub.
Zum Frühjahr 2013 verließ er Randers FC und wechselte in die türkische Süper Lig zum Aufsteiger Elazığspor. Nachdem der Verein zum Saisonende 2013/14 den Klassenerhalt verfehlt hatte, löste er seinen Vertrag mit Sané auf. Danach war er einige Zeit vereinslos, bis er im Sommer 2016 wieder nach Dänemark zurückkehrte. Dieses Mal aber zum Erstligisten Hobro IK, für welche er in dieser Saison 12 Spiele absolvieren sollte. Danach wurde er wieder vereinslos, bis er im September 2018 beim nordzyprischen Klub Esentepe KKSK für eine Saison unter Vertrag stand. Seit dem Ende der Saison 2018/19 ist er aber wieder ohne Verein.

### Nationalmannschaft
Sané spielte einmal für die senegalesische U-20-Nationalmannschaft.